# Adrián Vallés (Rennfahrer)

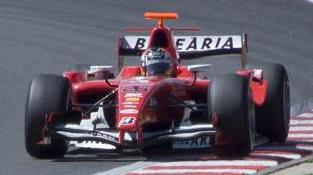
Adrián Vallés in der GP2 2008

Adrián Vallés (* 3. Juni 1986 in Teulada, Provinz Alicante, Spanien) ist ein ehemaliger spanischer Rennfahrer.

## Leben
Schon in seiner Kindheit hatte er eine starke Beziehung zum Motorsport. Er wuchs zwischen Reifen, Motorenöl und Helmen auf, da sein Vater eine Kartbahn in Teulada besitzt.
Nicht nur das erinnert an Michael Schumacher, auch seine frühen Erfolge (gewann im Alter von 9 Jahren die „Cadet KLC Comunitat Valenciana“, die „Open Ford“ und die „Christmas International“), genau wie der Formel-1-Rekordweltmeister aus Kerpen ging auch Adriáns Karriere steil bergauf, da er ebenfalls schon früh seine älteren Gegner schlug und einen Sieg nach dem anderen einfuhr.
2001 entschloss er sich dazu in den Formelsport einzusteigen. Der Wettbewerb und das Auto waren nun zwar anders als bisher, aber die Resultate blieben dieselben: ein dritter Platz in der Gesamtwertung der Spanischen Formel-Toyota-1300-Meisterschaft (spanische Formel 3).
2004 war ein sehr wichtiges Jahr für ihn, da er die Gelegenheit hatte mit dem heutigen Formel-1-Rennfahrer Heikki Kovalainen in einem Team zu fahren. Sie waren im Pons-Racing-Team in den World Series by Nissan und Adrián wurde als „Sensationsfahrer des Jahres“ ausgezeichnet. 2005 wurde die Serie in Formel Renault 3.5 umbenannt, und Adrián erzielte prompt den zweiten Platz in der Gesamtwertung hinter Robert Kubica.
2006 ging Adrián Vallés mit dem Campos-Racing-Team in der GP2-Serie an den Start. In der Fahrerwertung belegte er den 18. Platz. Am 19. September 2006 testete er erstmals in einem Formel-1-Auto für das ehemalige MF1 Racing Team. Am 30. Januar 2007 gab Spyker F1 bekannt, Adrián Vallés als Testfahrer verpflichtet zu haben.
2008 startete Vallés für das Team Fisichella Motor Sport in der GP2-Asia-Serie und erreichte den 7. Gesamtrang. In der laufenden GP2-Saison trat Vallés bei den ersten beiden Rennen der GP2-Serie in Barcelona noch für das Team Fisichella an. Ab dem zweiten Rennwochenende in Istanbul fuhr er für das Team BCN Competición als Nachfolger von Paolo Maria Nocera.

## Statistik

### Le-Mans-Ergebnisse
| Jahr | Team            | Fahrzeug            | Teamkollege    | Teamkollege            | Platzierung | Ausfallgrund     |
| ---- | --------------- | ------------------- | -------------- | ---------------------- | ----------- | ---------------- |
| 2008 | Epsilon Euskadi | Epsilon Euskadi ee1 | Ángel Burgueño | Miguel Ángel de Castro | Ausfall     | Kraftübertragung |